# 論理リンク制御
論理リンク制御(Logical Link Control・以下LLCと略す)はOSI参照モデルのデータリンク層を２つにわけた上のほうの副層であり、IEEE 802.2によって定められている。LLCはイーサネットやトークンリング、WLANといったさまざまな物理メディアを統一する役を負っている。
LLC副層は主に以下の機能を提供している
- 送信時にMAC副層を通じてプロトコルを多重化し、受信時には非多重化する。
- 必要に応じてフロー制御と破棄パケットの検知と再送を行う。

LLCで扱うプロトコルはIEEE 802で定められたものの他、FDDIのようなIEEE 802で定められていないプロトコルもIEEE 802.2で扱うよう定義されている。
いくつかの非IEEE 802プロトコルはMAC層とLLC層を分けて考えることができる。